# Kanton Royat
Royat is een voormalig kanton van het Franse departement Puy-de-Dôme. Het kanton maakte deel uit van het arrondissement Clermont-Ferrand. Het werd opgeheven bij decreet van 21 februari 2014, met uitwerking op 22 maart 2015.

## Gemeenten
Het kanton Royat omvatte de volgende gemeenten:
- Chanat-la-Mouteyre
- Durtol
- Nohanent
- Orcines
- Royat (hoofdplaats)